# Liquido
Liquido byla alternativní rocková skupina z Německa, založená v roce 1996. Členy byli Wolle Maier (bubny), Wolfgang Schrödl (zpěv, kytara, piáno), Stefan Schulte-Holthaus (basa) a Tim Eiermann (zpěv, kytara).
Skupina se proslavila hlavně prvním albem, vydaným nahrávací společností Virgin Records a obsahujícím obrovský hit Narcotic. Singlu se prodalo nad 700 000 kusů. Tento úspěch už skupina nikdy nezopakovala. Proto opustila label Virgin Records a začala nahrávat u Nuclear Blast.
I navzdory neúspěchu posledních alb má skupina kultovní postavení na německé hudební scéně. V roce 2009 ohlásila skupina rozpad.

## Diskografie
- Play Some Rock (2010)

1. "Play Some Rock"
2. "Curtainfall"
3. "Heartbreaker No. 1"
4. "Fake of Emotion (Demo '96)"

- Zoomcraft (2008)

1. "Zoomlevel 1.0: Acting Large"
2. "Drop Your Pants"
3. "A One Song Band"
4. "2 Square Meters"
5. "Pop the Bottle"
6. "Beyond the Turmoil"
7. "On a Mission"
8. "Zoomlevel 2.0: Flying High"
9. "Hypocrite"
10. "Way to Mars"
11. "Gameboy"
12. "Mercury"
13. "Zoomlevel 3.0: The Afterglow"
14. "We Are Them"
15. "Best Strategy"
16. "Easy"
17. "Agree to Stay"

- Float (2005)

1. "Flip to Play"
2. "Lay Your Head Down"
3. "Love Me Love Me"
4. "Bulletin"
5. "Mr. Officer"
6. "Ordinary Life"
7. "Fake Boys/Girls"
8. "No Sensitive Healing"
9. "The Final Strike"
10. "High Roller"
11. "Drag Me Down"
12. "The Standard"
13. "Jump off"
14. "Valentine"
15. "Prostitute" [Bonus Track]

- Ordinary Life (2005)

1. "Ordinary Life"
2. "The Jump off"
3. "At the Movies"

- Stay with Me (2002)

1. "Stay with Me"
2. "All Dead Wrong"
3. "Gone to Lose"
4. "Brown Girl in the Ring"

- Alarm! Alarm! (2002)

1. "7"
2. "Stay with Me"
3. "All Dead Wrong"
4. "Shoot Me, I'm a Fool"
5. "Why Are You Leaving?"
6. "Not Again"
7. "Umbrella Song"
8. "Just a Boy"
9. "Page One"
10. "Get It All Done"
11. "Wine Like Water"
12. "What's Next"
13. "What the Heck!"
14. "Take off, Go Far"

- Why Are You Leaving? (2002)

1. "Why Are You Leaving?"
2. "Get It All Done"
3. "Lay Back, Darling"
4. "Twist & Shout"

- Tired (2000)

1. "Tired" (radio edit)
2. "Tired" (long version)
3. "Gone to Loose"
4. "Suzanne (Is a Liar)"

- Made in California (2000)

1. "Made in California"
2. "Crown's Nest"
3. "Ticket to Anywhere" (pro-fantasy mix)
4. Video/Multimedia Track

- At the Rocks (2000)

1. "The Joke Is on You"
2. "Parkdrive 31"
3. "Catch Me"
4. "Tired"
5. "The Opera"
6. "Made in California"
7. "Play Some Rock"
8. "On the Radio"
9. "Suzanne (Is a Liar)"
10. "Finally Fine"
11. "Curtain Fall"

- Play Some Rock (2000)

1. "Play Some Rock"
2. "Curtain Fall" (long version)
3. "Heartbreaker No. 1"
4. "Fake of Emotions" (demo '96)

- Clicklesley (1999)

1. "Clicklesley" (single version)
2. "Clicklesley" (album version)
3. "Forever Yours"
4. "Narcotic" (demo version '96)

- Doubledecker (1999)

1. "Doubledecker" (radio edit)
2. "Sick Strip Game"
3. "Clown"
4. "Focus" (demo '96)

- Liquido (1999) #5 CH, #2 AT, #51 FR, #71 NL, #44 BE

1. "I Won't Try"
2. "Swing It"
3. "Doubledecker"
4. "Clicklesley"
5. "Wake Me up"
6. "I'll Have It All Today"
7. "Narcotic" #2 GER, #1 AUT, #2 CH, # 7NL, #5 BE, #21 FR, #15 SE, #6 NO, #49 AUS
8. "What You Keep inside"
9. "Clown"
10. "Ticket to Anywhere"
11. "Saturday Rocks"

- Narcotic (1998)

1. "Narcotic" (radio edit)
2. "Narcotic" (long version)
3. "Amie"
4. "Agree to Stay"

- Narcotic Demo '96 (1996)

1. "Narcotic"
2. "Fake of Emotion"
3. "Totally Snug"
4. "Focus"
5. "San San"